# Frechen
Frechen – miasto w Niemczech, w kraju związkowym Nadrenia Północna-Westfalia, w rejencji Kolonia, w powiecie Rhein-Erft, na zachód od Kolonii. W 2010 liczyło 49 939 mieszkańców.

## Współpraca
Miejscowość partnerska:
- Kapfenberg, Austria